# Tadzhikia pavlovskii
Tadzhikia pavlovskii är en insektsart som beskrevs av Leo L. Mishchenko 1954. Tadzhikia pavlovskii ingår i släktet Tadzhikia och familjen vårtbitare.

## Underarter
Arten delas in i följande underarter:
- T. p. ornata
- T. p. pavlovskii